# Documenta fifteen

Das Museum Fridericianum kurz vor einer der vielen Aktionen und Sonderveranstaltungen

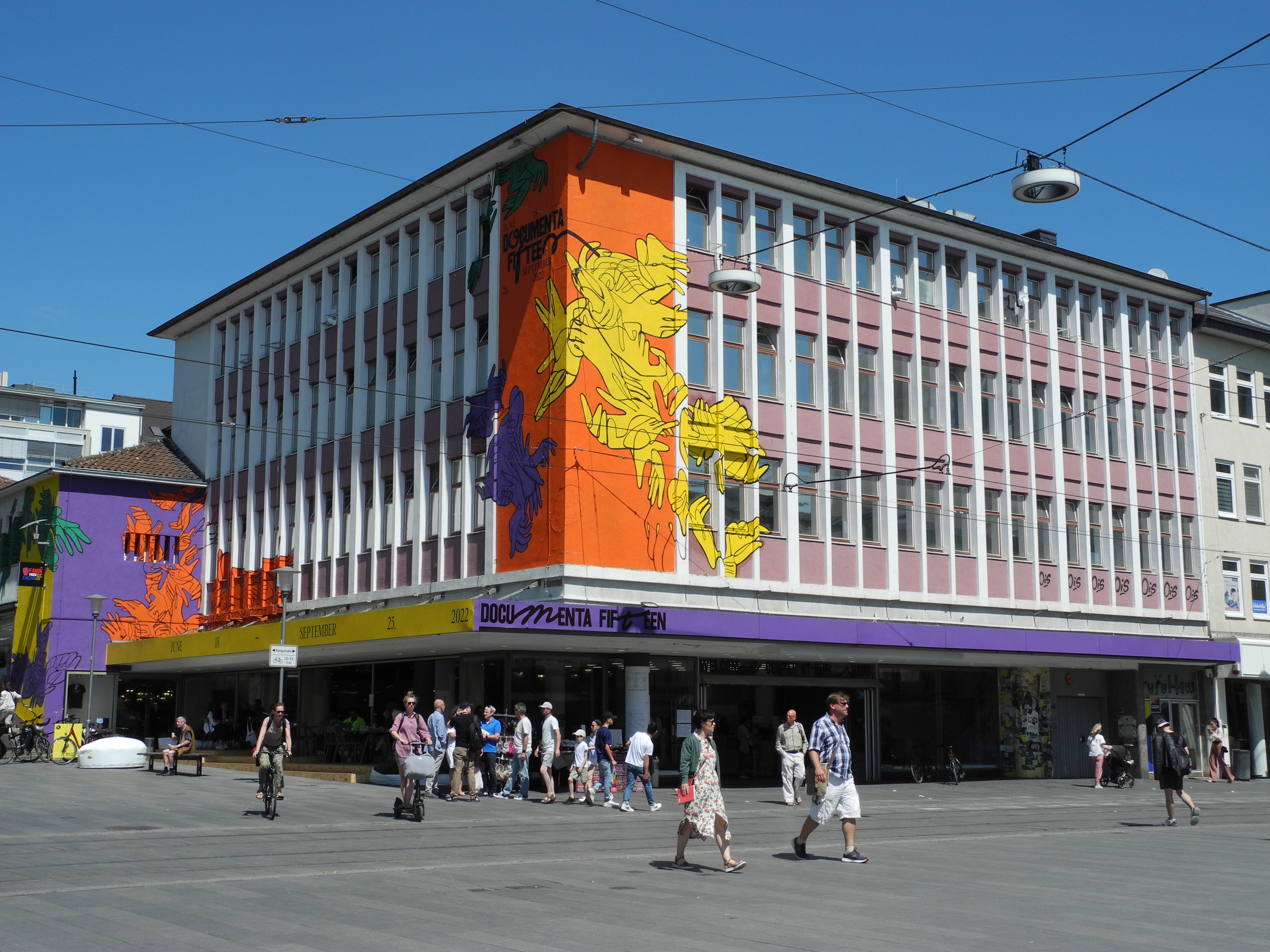
Das ruruHaus in einem ehemaligen Kaufhaus am Rande des Friedrichsplatzes

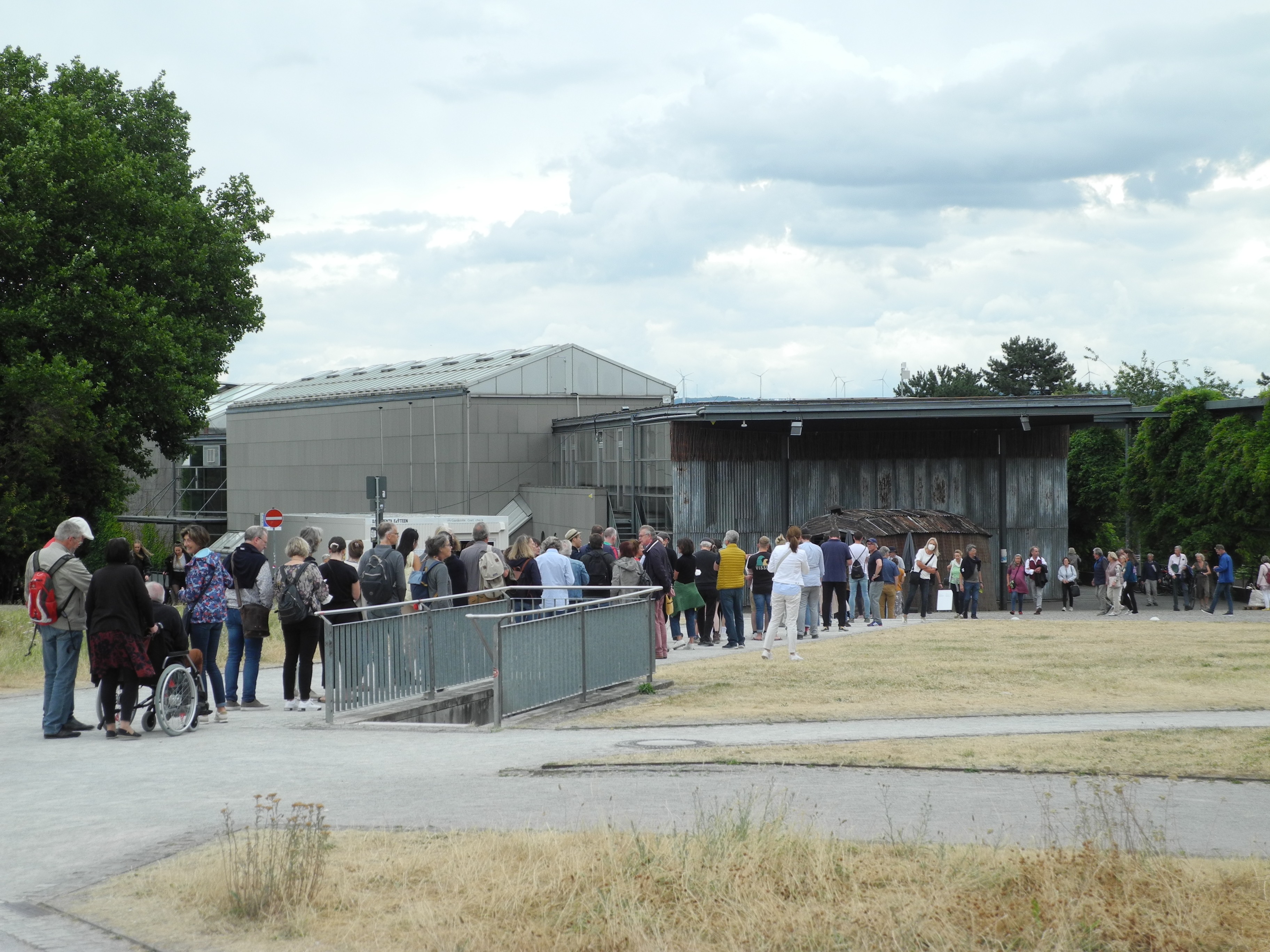
Die documenta-Halle am Friedrichsplatz

Die documenta fifteen war die 15. Ausgabe der documenta, die als weltweit bedeutendste Reihe von Ausstellungen für zeitgenössische Kunst gilt. Sie fand vom 18. Juni bis zum 25. September 2022 an 32 Standorten in Kassel statt. Die künstlerische Leitung wurde dem Kollektiv ruangrupa aus Indonesien übertragen. Nach einem Antisemitismus-Eklat zu Beginn der documenta fifteen und dessen Folgen legte Sabine Schormann, die Generaldirektorin der veranstaltenden gemeinnützigen GmbH, am 16. Juli 2022 ihr Amt nieder. Ihr folgte am 18. Juli 2022 Alexander Farenholtz als Interims-Geschäftsführer nach. Zum 1. März 2023 wurde der Kulturmanager Andreas Hoffmann als neuer Geschäftsführer der documenta eingesetzt.

## Vorplanungen
Im Juli 2018 wurde die Zusammensetzung der Findungskommission bekanntgegeben.
Zum Geschäftsführer wurde im April 2018 – als Nachfolger von Annette Kulenkampff – kommissarisch der Musikmanager Wolfgang Orthmayr berufen.  Am 1. November 2018 übernahm Sabine Schormann als documenta-Generaldirektorin die Leitung.
In Anbetracht der COVID-19-Pandemie wurde eine Verschiebung auf das Jahr 2023 erwogen, im Sommer 2021 aber verworfen.

### Findungskommission und künstlerische Leitung
Bis Ende 2018 hatte die Findungskommission den Auftrag, einen Vorschlag für die künstlerische Leitung der kommenden documenta zu erarbeiten. Die Findungskommission setzte sich zusammen aus:
- Ute Meta Bauer – Internationale Kuratorin, Gründungsdirektorin des NTU Centre for Contemporary Art (CCA), Singapur
- Charles Esche – Direktor des Van Abbemuseum, Eindhoven
- Amar Kanwar – indischer Dokumentarfilmer und Künstler, Neu-Delhi
- Frances Morris – Direktorin des Tate Modern, London
- Gabi Ngcobo – Kuratorin der 10. Berlin Biennale 2018
- Elvira Dyangani Ose[Anm. 1] – Kuratorin Creative Time, New York
- Philippe Pirotte – Rektor an der staatlichen Hochschule für Bildende Künste – Städelschule, Frankfurt
- Jochen Volz – Direktor der Pinacoteca do Estado, Sao Paulo

Wie am 22. Februar 2019 bekannt wurde, entschied sich die Kommission für das Künstlerkollektiv ruangrupa aus Indonesien, das 2000 in Jakarta gegründet wurde. Die Kommission begründete ihre einstimmige Wahl wie folgt: „Wir ernennen ruangrupa, weil sie nachweislich in der Lage sind, vielfältige Zielgruppen – auch solche, die über ein reines Kunstpublikum hinausgehen – anzusprechen und lokales Engagement und Beteiligung herauszufordern. Ihr kuratorischer Ansatz fußt auf ein internationales Netzwerk von lokalen Community-basierten Kunstorganisationen. Wir sind gespannt, wie ruangrupa ein konkretes Projekt für und aus Kassel heraus entwickeln wird. In einer Zeit, in der innovative Kraft insbesondere von unabhängigen, gemeinschaftlich agierenden Organisationen ausgeht, erscheint es folgerichtig, diesem kollektiven Ansatz mit der documenta eine Plattform zu bieten.“
Die Gruppe besteht aus einem festen Kern aus 10 Künstlern, insgesamt gehören zu dem Kollektiv rund 80 Menschen, von Journalisten über Architekten bis zu Videokünstlern.

### Lumbung-Konzept
Das Künstlerkollektiv ruangrupa entwickelte die documenta fifteen in Anlehnung an die indonesische lumbung-Architektur (auf Deutsch eigentlich: Reisscheune) für die Lagerung von kollektiv verwalteten Lebensmitteln. Überschüssiger Reis der eigenen Ernte wird in der Reisscheune für die Dorfgemeinschaft gesammelt. Dies dient dem langfristigen Wohl der Gemeinschaft durch gemeinsame Nutzung von Ressourcen und gegenseitige Fürsorge. Lumbung baut auf bestimmten gemeinsamen Werten, kollektiven Ritualen und Organisationsprinzipien auf. Diese Idee wurde als Organisationsprinzip aufgegriffen. Hierfür wurden im Juni 2020 und im Februar 2021 eine Reihe von Initiativen und Organisationen als lumbung-member ausgewählt, den Entstehungsprozess der documenta fifteen zu begleiten:
- Fondation Festival Sur Le Niger (Ségou, Mali)
- Gudskul (Jakarta, Indonesien)
- INLAND (verschiedene Orte, Spanien)
- Jatiwangi art Factory (Jatiwangi, Indonesien)
- Question of Funding (Jerusalem)
- Más Arte Más Acción (MAMA) (Nuqui, Choco, Kolumbien)
- OFF-Biennale (Budapest, Ungarn)
- Trampoline House (Kopenhagen, Dänemark)
- ZK/U – Zentrum für Kunst und Urbanistik (Berlin, Deutschland)
- Britto Arts Trust (Dhaka, Bangladesch)
- FAFSWAG (Auckland, Aotearoa)
- Instituto de Artivismo Hannah Arendt (INSTAR; Havanna, Kuba)
- Project Art Works (Hastings, UK)
- Wajukuu Art Project (Nairobi, Kenia)

## Ausstellungsorte

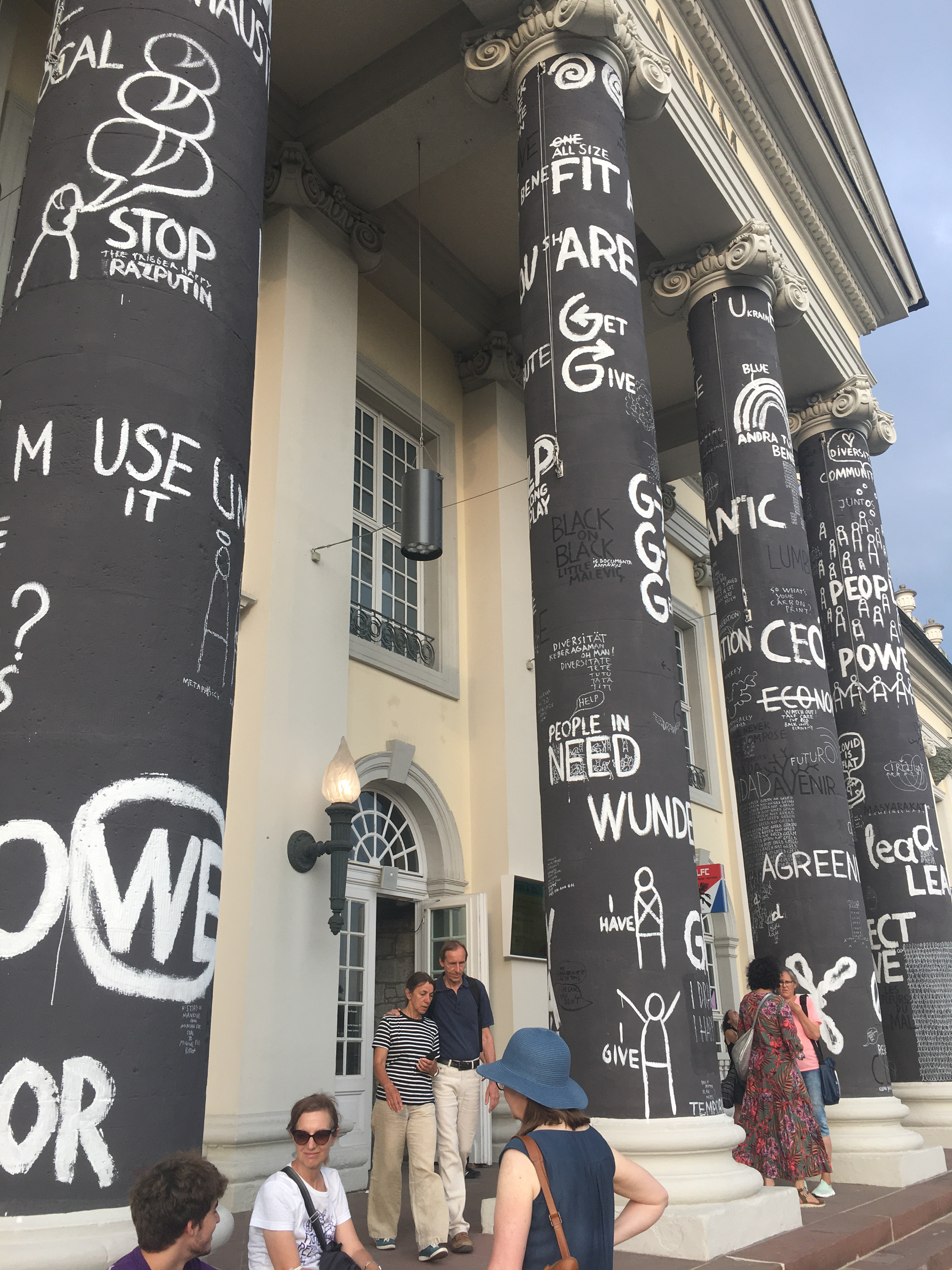
Die gestalteten Säulen am Eingangsportal des Fridericianums

Ausstellungen und Veranstaltungen der documenta finden an verschiedenen Ausstellungsorten statt, die über die Innenstadt von Kassel verteilt sind. Dabei wurden sowohl die bereits in den Vorjahren genutzten Museen wie auch weitere Orte in Kassel genutzt:
- Friedrichsplatz
- documenta-Halle
- Fridericianum
- ruru-Haus
- Hessisches Landesmuseum
- Museum für Sepulkralkultur
- Grimmwelt Kassel
- Naturkundemuseum im Ottoneum
- Stadtmuseum Kassel
- St. Kunigundis
- C&A-Fassade
- Walter-Lübcke-Brücke
- Sandershaus / Haferkakaofabrik
- Rainer-Dierichs-Platz
- Gloria-Kino
- Hafenstraße 70
- Hallenbad Ost
- Bootsverleih Ahoi
- KAZimKuBa (Kasseler Architekturzentrum im Kulturbahnhof)
- ook_visitorZentrum
- WH22
- Nordstadtpark
- Rondell
- Trafohaus
- Unterführung Platz der Deutschen Einheit
- Unterführung Frankfurter Straße / Fünffensterstraße
- Hübner-Areal
- Karlsaue bzw. Karlswiese mit
  - Gewächshaus
  - Hiroshima-Ufer
  - Komposthaufen

### Partnerausstellungen
Mit einer Sonderausstellung im Forum Wissen Göttingen und einer Gruppenausstellung im Kunsthaus Göttingen (u. a. mit. Dayanita Singh und Jim Dine) wurden in Göttingen zwei Partnerausstellungen der documenta fifteen realisiert. Ursprünglich waren zahlreiche weitere Partnerausstellungen außerhalb Kassels vorgesehen.

## Teilnehmende Künstler und Kollektive
- Cinema Caravan und Takashi Kuribayashi
- El Warcha
- Serigrafistas queer
- The Question of Funding
- Kiri Dalena
- Sebastián Díaz Morales und Simon Danang Anggoro
- ook_ [reinaart vanhoe, Neue Brüderkirche, Espora, BPOC Festival Kassel, me_sobat, Colorlabor, graanschuur Tarwewijk, Elaine W. Ho, Bartira, Wok The Rock, COLLECTive, k. format, Take-A-Way, Plan B, Dynamitas unlimited, …]
- Victoria Lomasko
- MADEYOULOOK
- Britto Arts Trust
- Pınar Öğrenci
- Gudskul
- yasmine eid-sabbagh
- Más Arte Más Acción
- Cem A.
- LE 18
- Subversive Film
- INLAND
- Nino Bulling
- Komîna Fîlm a Rojava
- Another Roadmap Africa Cluster (ARAC)
- Fehras Publishing Practices
- Abdul Dube
- Arts Collaboratory
- Alice Yard
- foundationClass*collective
- Jumana Emil Abboud
- Saodat Ismailova
- BOLOHO
- Instituto de Artivismo Hannah Arendt
- Wakaliga Uganda
- Jimmie Durham & A Stick in the Forest by the Side of the Road
- Fondation Festival sur le Niger
- Richard Bell
- Archives des luttes des femmes en Algérie
- Sa Sa Art Projects
- Safdar Ahmed
- Erick Beltrán
- Dan Perjovschi
- Sourabh Phadke
- Taring Padi
- Black Quantum Futurism
- La Intermundial Holobiente
- Jatiwangi art Factory
- OFF-Biennale Budapest
- Chang En-Man
- Trampoline House
- Atis Rezistans / Ghetto Biennale
- Baan Noorg Collaborative Arts and Culture
- The Black Archives
- Agus Nur Amal PMTOH
- Keleketla! Library
- Centre d’art Waza
- Asia Art Archive
- ZK/U – Zentrum für Kunst und Urbanistik
- Hamja Ahsan
- Putra Hidayatullah
- Nguyen Trinh Thi
- Graziela Kunsch
- Amol K Patil
- FAFSWAG
- Marwa Arsanios
- Wajukuu Art Project
- Party Office b2b Fadescha
- ikkibawiKrrr
- Siwa plateforme – L'Economat at Redeyef
- Project Art Works
- The Nest Collective
- Sada [regroup]
- Cao Minghao & Chen Jianjun
- Nhà Sàn Collective
- Chimurenga
- Hito Steyerl

## Antisemitismus-Eklat

### Vor Ausstellungsbeginn

Verhülltes Banner von Taring Padi am 21. Juni 2022

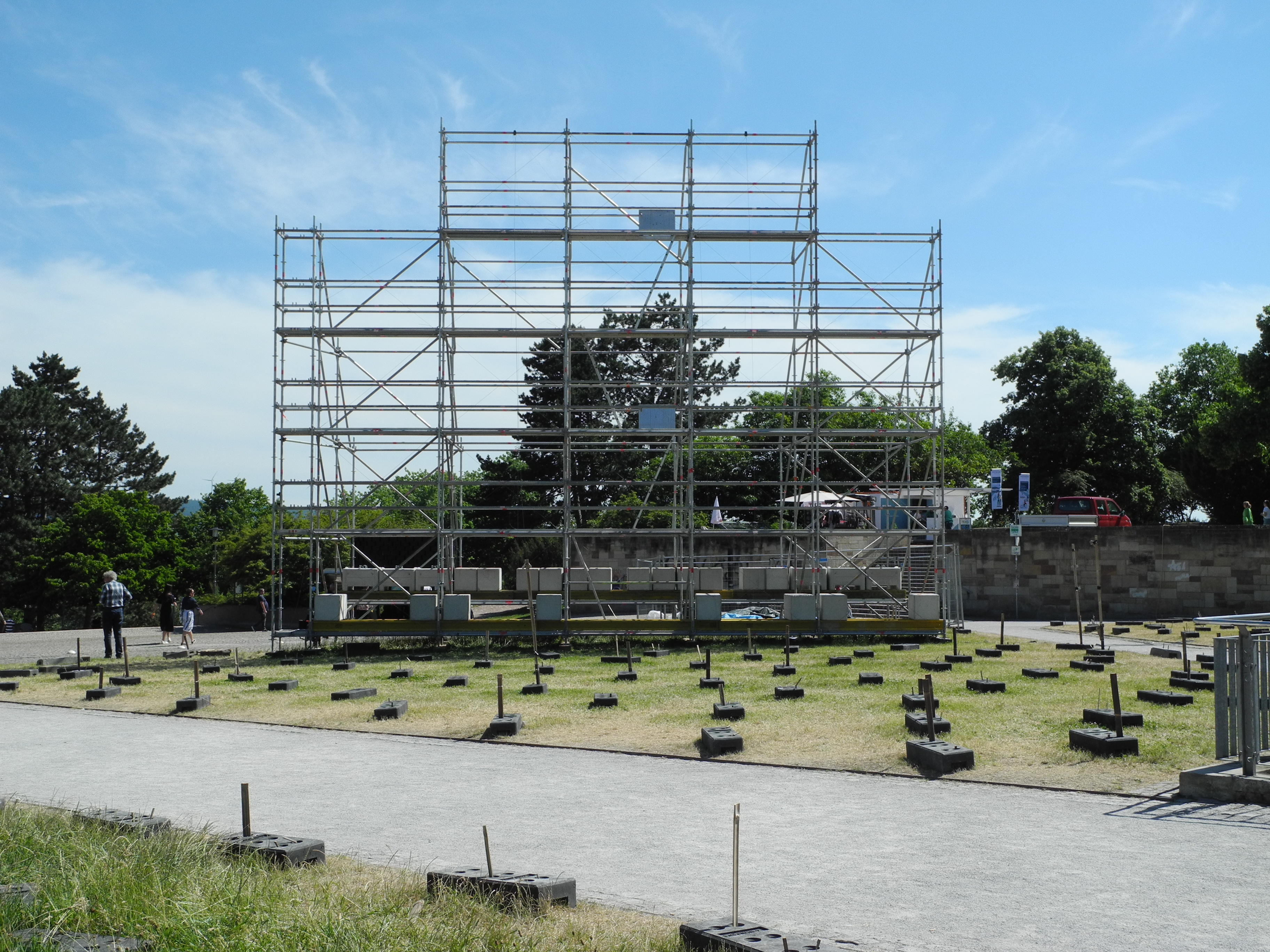
Das leere Gerüst am 22. Juni 2022

Bereits im Vorfeld gab es heftige Diskussionen über einen möglichen antisemitischen Charakter der Veranstaltung. Das Kassler Bündnis gegen Antisemitismus warf den Verantwortlichen bereits im Januar 2022 vor, die Kunstschau als Plattform zur Verbreitung israelfeindlicher und antisemitischer Positionen zu missbrauchen. Bundespräsident Frank-Walter Steinmeier kritisierte in seiner Rede zur Eröffnungsfeier am 18. Juni 2022 die Ausstellung für ihren Umgang mit den Antisemitismus-Vorwürfen. Er hob das Fehlen jüdisch-israelischer Beiträge hervor und erklärte, er empfinde die verbreitete Weigerung von Vertretern des „globalen Südens“, gemeinsam mit Israelis an Veranstaltungen teilzunehmen, als „verstörend“. Eine Infragestellung der Existenz Israels sei nicht hinnehmbar. Er habe erwogen, der Eröffnung nicht beizuwohnen.
Das Kunstmagazin Monopol sah keine antisemitischen Bezüge der Ausstellung, es gebe auch sonst viele Ausstellungen, bei denen israelische Künstler nicht vertreten seien. Niklas Maak war der Ansicht, dass der Verdacht eines Zusammenhangs mit den Boykottforderungen des antisemitischen BDS wohl nicht mehr auszuräumen sei.
Ade Darmawan, Mitglied des Kuratorenteams ruangrupa, erklärte vor dem Ausschuss für Kultur und Medien des Deutschen Bundestags am 6. Juli 2022 die Tatsache, dass niemand aus dem Kuratorenteam die antisemitische Bildsprache des Banners erkannt habe, mit technischen Problemen beim Aufbau, deretwegen es beim Preview noch nicht zu sehen war, sowie mit der Geschichte Indonesiens: In der Kolonialzeit Indonesiens hätten niederländische Offiziere antisemitische Stereotype auf die chinesische Minderheit übertragen, um sie auszugrenzen. Darmawan bedauerte, dass der Vorfall nicht als Anlass genommen werde, respektvoll voneinander zu lernen, sondern als „ein Impuls zum Verhör, zum Ausschluss und zur Zensur“. Vorwürfe eines Boykotts gegen Israelis oder Juden wies er zurück. Tatsächlich zeige die documenta fifteen sowohl israelische als auch jüdische Künstler, die aber nicht namentlich genannt werden wollten. Der Journalist Thomas E. Schmidt vertrat dagegen die Meinung, die documenta fifteen sei ein „praktizierter Boykott jüdischer Künstler aus Israel, wie ihn die ‚Boycott, Divestment and Sanctions‘-Bewegung […] seit Jahren betreibt.“
Am 17. Juni 2022 sagte der israelische Soziologe Natan Sznaider in einem TV-Interview, wenn man postkoloniale Künstler einlade, postkoloniale Kunst zu machen, dann machten sie genau das. Vieles davon sei kritisch gegenüber dem Westen und gegenüber Israel. Diese Widersprüche müsse die documenta thematisieren, selbst wenn das schwierig sei.

### Entwicklung während der Ausstellung
Am 20. Juni 2022 kam es zu einer lebhaften und breiten Debatte über ein großformatiges, dreiteiliges Banner mit dem Titel People’s Justice (Die Gerechtigkeit des Volkes) des indonesischen Künstlerkollektivs Taring Padi auf dem Friedrichsplatz, weil darauf unter anderem eine Figur dargestellt ist, die eine „Art ‚Judenhut‘ mit SS-Runen … Schläfenlocken, blutunterlaufene Augen, spitze Zähne …“ hat. Ebenfalls gezeigt wird ein Soldat mit Schweinsgesicht, der „ein Halstuch mit einem Davidstern und einen Helm mit der Aufschrift ‚Mossad‘“ trägt. Das Banner war nach einer Reparatur erst am Freitagnachmittag, also am Ende des Presserundgangs aufgehängt worden, weshalb es in den Kommentaren zu Steinmeiers Rede nicht berücksichtigt worden sei.
Die hessische Kunst- und Wissenschaftsministerin Angela Dorn äußerte ihre „große Besorgnis“ darüber, und die Kulturstaatsministerin der Bundesregierung Claudia Roth forderte die documenta-Leitung dazu auf, „die notwendigen Konsequenzen“ zu ziehen. Am Abend erklärte die Künstlergruppe, die Darstellungen seien nicht antisemitisch gemeint, sondern „‚kulturspezifisch auf unsere Erfahrungen‘ während der Militärdiktatur in Indonesien bezogen.“ Das Werk stamme aus dem Jahr 2002 und sei außerhalb Europas bereits mehrfach ausgestellt worden, so 2002 auf dem South Australia Art Festival in Adelaide. Es wurde später in unterschiedlichen Kontexten gezeigt, insbesondere bei gesellschaftspolitischen Veranstaltungen wie dem Jakarta Street Art Festival 2004, der retrospektiven Ausstellung von Taring Padi in Yogyakarta im Jahr 2018 und bei der Polyphonic Southeast Asia Art Ausstellung in Nanjing 2019. Das Werk werde aber von nun an abgedeckt. Tags darauf wurde entschieden, es zu entfernen, wie es auch ausdrücklich von Kulturstaatsministerin Roth gefordert wurde. Bundeskanzler Olaf Scholz lehnte einen Besuch der documenta fifteen ab. Er fand es „völlig richtig und angemessen“, das „abscheuliche“ Werk zu entfernen, und forderte Konsequenzen für die documenta-Leitung. Das kuratierende Kollektiv Ruangrupa entschuldigte sich schriftlich am 23. Juni 2022 für die antisemitischen Darstellungen: „Wir haben alle darin versagt, in dem Werk die antisemitischen Figuren zu entdecken“ […] „Wir nutzen diese Gelegenheit, um uns über die grausame Geschichte und Gegenwart des Antisemitismus weiterzubilden und sind schockiert, dass diese Figur es in das fragliche Werk geschafft hat.“ Sabine Schormann kündigte eine systematische Untersuchung der auf 32 Standorte verteilten Werke an. Als externer Experte wurde unter anderem der Leiter der Frankfurter Bildungsstätte Anne Frank, Meron Mendel, hinzugezogen. Einen Rücktritt als documenta-Generaldirektorin, der von verschiedenen Seiten gefordert wurde, lehnte Schormann zunächst ab.
Der Titel der Bildserie Guernica Gaza des palästinensischen Künstlers Mohammed al-Hawajri setzt das Vorgehen der israelischen Armee im von der Hamas regierten Gazastreifen mit dem Vorgehen der nationalsozialistischen Legion Condor im spanischen Bürgerkrieg in Beziehung: 1937 war dabei die baskische Stadt Gernika durch einen Luftangriff zerstört worden; Pablo Picasso hatte daraufhin sein Gemälde Guernica geschaffen. Der Politikwissenschaftler Stephan Grigat sprach von einem „Parade-Beispiel für einen Israel-bezogenen Antisemitismus“. „Ein Israel, das sich gegen die Attacken von Islamischem Djihad und Hamas aus Gaza zur Wehr setzt, so die Botschaft in Kassel, agiere wie Hitlers Militär,“ kritisierte auch Andreas Fanizadeh in der taz vom 25. Juni 2022.
Im Nachgang zu dem Skandal sahen Kritiker der documenta die Zeit als gekommen, „vom überheblichen Paradigma der Weltkunstschau Abschied zu nehmen und eine Phase der Reflexion zu beginnen. Vielleicht hat sie sich aber auch einfach überlebt.“ Dem entgegen mahnte die österreichische Schriftstellerin Eva Menasse in einem Gastbeitrag im Spiegel Verhältnismäßigkeit bei der Bewertung der Vorgänge an. Sie fragte: „Was ist gefährlicher: alte antisemitische Karikaturen aus Indonesien oder Antisemiten, die mit Maschinenpistolen in Synagogen eindringen?“ und konstatierte eine „fatale Lust der Deutschen an Symbolpolitik“.
Am 8. Juli 2022 beendete Meron Mendel sein Engagement als externer Experte für die documenta fifteen. Er kritisierte, Generaldirektorin Schormann habe weder geeignete Rahmenbedingungen zur Behandlung der Antisemitismus-Vorwürfe geschaffen noch ein angemessenes Tempo an den Tag gelegt. Er vermisse, so Mendel, „den ernsthaften Willen, die Vorgänge aufzuarbeiten und in einen ehrlichen Dialog zu treten“.
Am selben Tag forderte daraufhin die Künstlerin Hito Steyerl den Abbau ihres Beitrags. Sie begründete dies damit, dass die Organisatoren jede Verantwortung für das Zeigen antisemitischer Inhalte ablehnten und sich faktisch weigerten, Angebote zur Vermittlung zu akzeptieren. Weiterhin kritisierte Steyerl prekäre Arbeitsbedingungen für Teile des Documenta-Personals, die in krassem Gegensatz zur offiziellen Rhetorik dieser Documenta stünden.
Am 16. Juli 2022 trat Sabine Schormann von ihrem Amt als Generaldirektorin der documenta fifteen zurück. Die Auflösung ihres Dienstvertrags war laut Aufsichtsrat der Kunstausstellung „einvernehmlich“. Ihr Nachfolger als Geschäftsführer der documenta und der Museum Fridericianum gGmbH wurde am 18. Juli 2022 der frühere documenta-Geschäftsführer und Gründungsvorstand der Kulturstiftung des Bundes Alexander Farenholtz.
Am 26. Juli wurde über soziale Netzwerke bekannt, dass in einem Faksimile der Broschüre Presence des Femmes, die 1988 in Algier erschienen war, Zeichnungen des syrischen Künstlers Burhan Karkoutly mit Darstellungen israelischer Soldaten mit antisemitischer Bildsprache auf der Kunstschau auslagen. Das American Jewish Committee forderte daraufhin den Abbruch der documenta fifteen. Der Historiker und Journalist Joseph Croitoru argumentierte hingegen, dass die Bilder anhand ihres historischen Zusammenhanges nicht antisemitisch seien.
Interims-Geschäftsführer Alexander Farenholtz erklärte dazu, das Material sei zunächst aus der Ausstellung entfernt worden, eine Prüfung durch die Staatsanwaltschaft habe jedoch keine strafrechtliche Relevanz festgestellt. Die künstlerischen Leitung betrachtete die Broschüre dann als Archivmaterial aus einem historischen Kontext mit eher dokumentarischem Charakter und nahm sie wieder in die Ausstellung auf – ohne jedoch die Notwendigkeit einer Kontextualisierung zu prüfen.
Am 1. August stellten Aufsichtsrat und Gesellschafter der documenta gGmbH, die Stadt Kassel und das Land Hessen, die fachwissenschaftliche Begleitung für die kommenden Monate durch ein siebenköpfiges Gremium mit „herausragender wissenschaftlicher Expertise“ in den Bereichen Antisemitismus, Perspektiven aus globalen Kontexten und Postkolonialismus, Kunst sowie Verfassungsrecht vor. Als Berater zur Konstituierung des Gremiums stehe Meron Mendel zur Verfügung. Aufarbeitung, Analyse und Positionen des Gremiums sollten beratenden, dialogischen Charakter haben. Die künstlerische Freiheit sei gewahrt, die kuratorische Verantwortung sei und bleibe explizite Aufgabe der künstlerischen Leitung ruangrupa.
Am 10. September 2022 forderten fünf Mitglieder des Gremiums zur fachwissenschaftlichen Begleitung der documenta fifteen in einer Presseerklärung, die Vorführung der unter dem Namen Tokyo Reels Film Festival gezeigten „Kompilation von pro-palästinensischen Propagandafilmen“ des Kollektivs Subversive Film zu stoppen. Hoch problematisch an diesem Werk seien die mit antisemitischen und antizionistischen Versatzstücken versehenen Filmdokumente sowie die zwischen den Filmen eingefügten Kommentare, in denen Israelhass und die Glorifizierung von Terrorismus legitimiert würden. Besagte Filme stellten in ihrer potentiell aufhetzenden Wirkung eine größere Gefahr dar als das bereits entfernte Werk People’s Justice. Weiterhin wurden die künstlerische Leitung und die Organisation der Documenta scharf kritisiert. Die gravierenden Probleme der documenta fifteen bestünden nicht nur in der Präsentation vereinzelter Werke mit antisemitischer Bildsprache und antisemitischen Aussagen, sondern auch in einem kuratorischen und organisationsstrukturellen Umfeld, das eine antizionistische, antisemitische und israelfeindliche Stimmung zugelassen hätte. Ruangrupa wies die Empfehlung, die Filme nicht mehr zu zeigen, empört zurück und sah sich rassistisch angegriffen. Auf die Interview-Frage, ob sie die Filme denn überhaupt angesehen hätten, erwiderten Mitglieder des Kollektivs, man müsse ja vertrauen können.
Das Kuratorenkollektiv ruangrupa veröffentlichte mehrere ausführliche Stellungnahmen zu den Antisemitismusvorwürfen. Im September 2022 verbreiteten die Kuratoren Protestplakate mit der Parole Free Palestine from German Guilt („Befreit Palästina von deutscher Schuld“) sowie BDS: being in documenta is a struggle („BDS – Vom Kampf, Teil der Documenta zu sein“).

### Nach Ausstellungsende
Am 6. Februar 2023 legte das von den Gesellschaftern der documenta und Museum Fridericianum gGmbH eingesetzte Expertengremium zur fachwissenschaftlichen Begleitung der documenta fifteen seinen Abschlussbericht vor. Darin wurde kritisiert, dass es der documenta fifteen an klaren Verantwortungsstrukturen sowie an Verfahren zur Konfliktbearbeitung gefehlt habe, worauf auch der Antisemitismuseklat zurückzuführen sei. Der Umgang mit Antisemitismusvorwürfen sowie mit Antisemitismus sei „von Ignoranz, Verharmlosung und Abwehr geprägt“ gewesen. Der Vertrauensverlust in den Aufarbeitungswillen deutscher Kulturinstitutionen werde nur langfristig rückgängig gemacht werden können. Die Recherche- und Informationsstelle Antisemitismus Hessen (RIAS Hessen) betonte, dass Kritik von Juden an der documenta systematisch ignoriert worden sei.
Henry Urmann und Hans-Jürgen Weißbach analysierten das unter der Präsidentschaft des für religiöse Toleranz plädierenden Reformpräsidenten Abdurrahman Wahid um 2001 entstandene Bild People’s Justice von Taring Padi, das zahlreiche Bezüge zur damaligen Situation Indonesiens aufweist und Hinweise auf die seit 1965 dort verübten Gewalttaten und die daran beteiligten westlichen, aber auch muslimischen Akteure gibt. Sie weisen die Vorwürfe des Antisemitismus und der islamistischen Propaganda zurück, die durch eine oberflächliche Rezeption begünstigt worden seien. Den Sturz der Suharto-Diktatur 1998 bezeichnen sie als einen „art-empowered Triumph“, bei dem auch Taring Padi eine wichtige Rolle gespielt habe.
Im April 2023 wurde bekannt, dass die Staatsanwaltschaft Kassel die Einleitung eines Ermittlungsverfahrens wegen fehlendem Anfangsverdacht abgelehnt hatte.
Mit Bescheid vom 14. August 2024 bestätigte die Generalstaatsanwaltschaft Frankfurt am Main die Entscheidung und wies alle Beschwerden gegen die Nichteinleitung des Ermittlungsverfahrens zurück.
Nach dem Angriff der Hamas auf Israel 2023 distanzierte sich Documenta-Geschäftsführer Andreas Hoffmann von den ruangrupa-Mitgliedern Reza Afisina und Iswanto Hartono, da sie ein Instagram-Video geliked hatten, in dem Berliner den Terror der Hamas gegen Israel bejubeln.

## Besucherstatistik
Die Ausstellung wurde von 738.000 Menschen besucht. Das waren 17 Prozent weniger als bei der vorhergehenden documenta im Jahr 2017. Damals kamen 891.500 Besucher nach Kassel und 339.000 an den zweiten Ausstellungsort Athen. Die documenta zeigte sich damit zufrieden und sprach unter Verweis auf die weiteren Auswirkungen der Corona-Krise mit weniger Fern- und Gruppenreisen von „sehr guten Besucherzahlen“. Darüber hinaus wurde in der Presse aber auch ein Zusammenhang mit den Antisemitismus-Vorwürfen hergestellt, die die Ausstellung belastet hätten.
Das Gesamtbudget der documenta betrug 42,2 Millionen Euro und wurde nicht überschritten.

## Filme
- documenta 15, Kassel (= Museums-Check. Folge 76). Reportage, 30 Min., Moderation: Markus Brock, Produktion: 3sat. Erstausstrahlung: 7. August 2022.[58]
- Grete Götze: Die Story im Ersten: Der Documenta Skandal. 44:45 Min. Das Erste. 19. September 2022.
- Stefan Münker, Peter Schiering, Annette Spohn: Die documenta am Ende? 36 Min. 3sat. 24. September 2022.